# Quasi-Park Narodowy Tango-Amanohashidate-Ōeyama
Quasi-Park Narodowy Tango-Amanohashidate-Ōeyama (jap. 丹後天橋立大江山国定公園 Tango-Amanohashidate-Ōeyama Kokutei Kōen) – quasi-park narodowy w regionie Kinki na Honsiu w Japonii.
Park obejmuje tereny usytuowane w prefekturze Kioto. W granicach parku znajdują się: zatoki Miyazu i Wakasa, pięć jezior Mikata, wzgórze Gorō-ga-dake (301 m), latarnia morska na przylądku Kyō-ga-misaki oraz mierzeja Ama-no-hashidate.
Obszar ten został wyznaczony jako quasi-park narodowy 3 sierpnia 2007 roku, tym samym jest to najnowszy quasi-park narodowy w Japonii. Podobnie jak wszystkie quasi-parki narodowe w Japonii, jest zarządzany przez samorząd lokalny prefektury.